# Łebsko
Łebsko [uebsko] je pobřežní jezero v Pomořském vojvodství na Słowińském pobřeží (Wybrzeże Słowińske), třetí největší v Polsku. Łebsko leží na území Slovinského národního parku. Má rozlohu 7 142 ha. Je dlouhé 16,4 km a široké 7,6 km. Maximální hloubka dosahuje 6,3 m. Jedná se tedy o kryptodepresi, protože leží v nadmořské výšce 0,3 m.

## Pobřeží
Pobřeží je převážně nízké, bažinaté. Severní břeh tvoří úzký pruh země zvaná Łebská kosa (Mierzeja Łebska) s pohyblivými písky. Jezero však nikdy nebylo zátokou Baltského moře, ale vzniklo zvýšením hladiny moře a zaplavením luk.

## Vodní režim
Přes jezero teče řeka Łeba. Jezero je spojené kanály s jezery Gardno i Sarbsko.

## Galerie

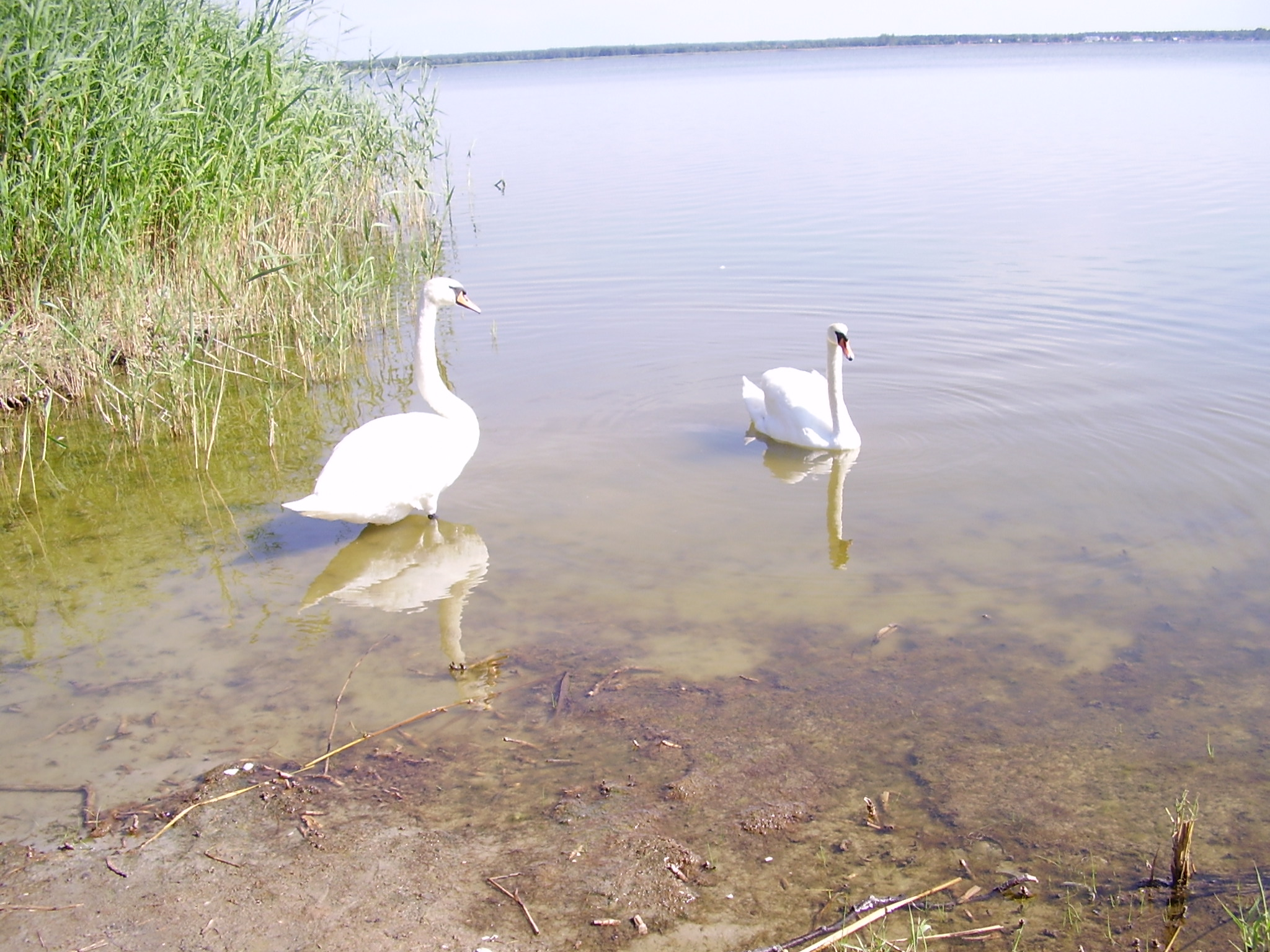
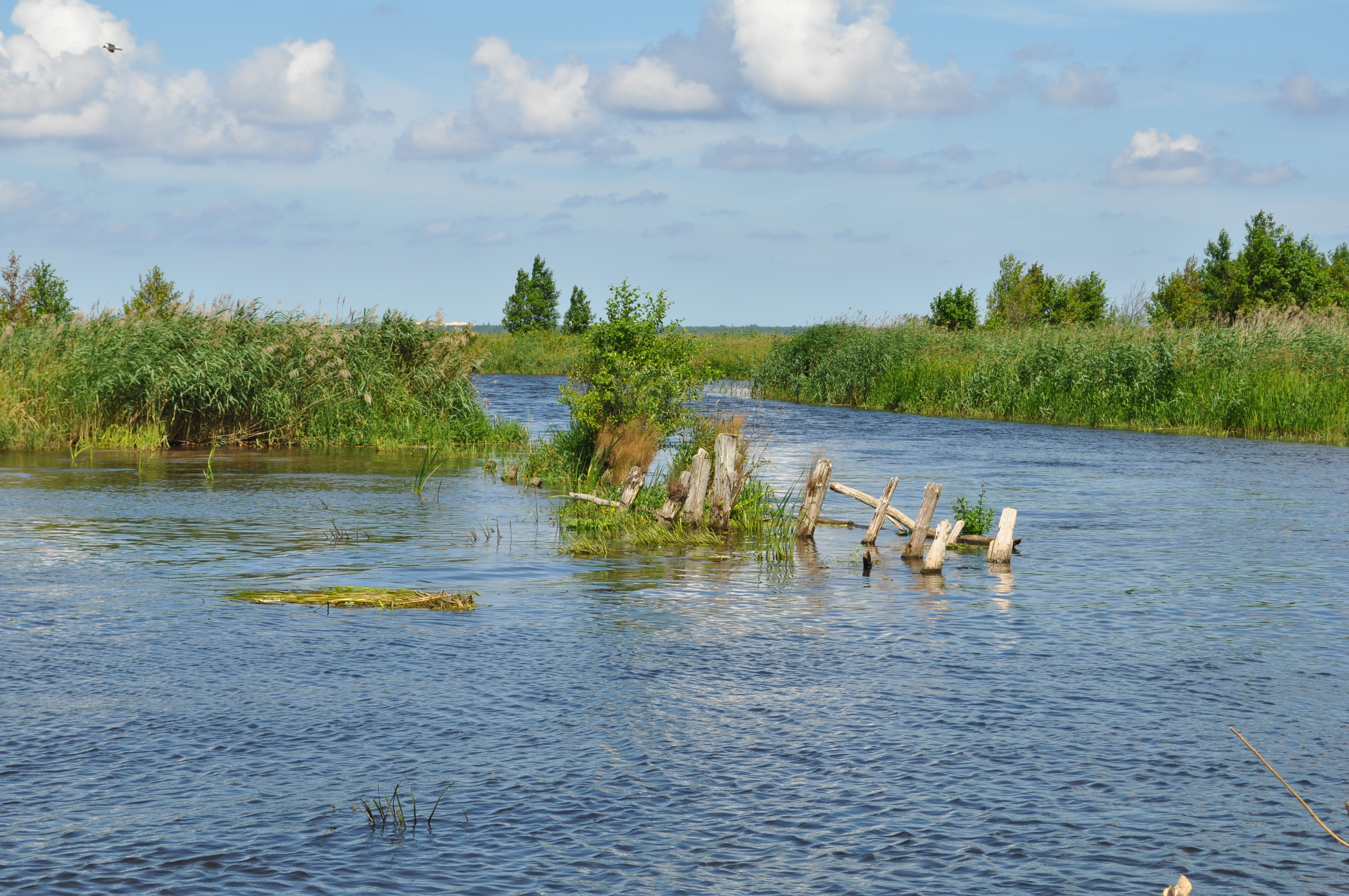
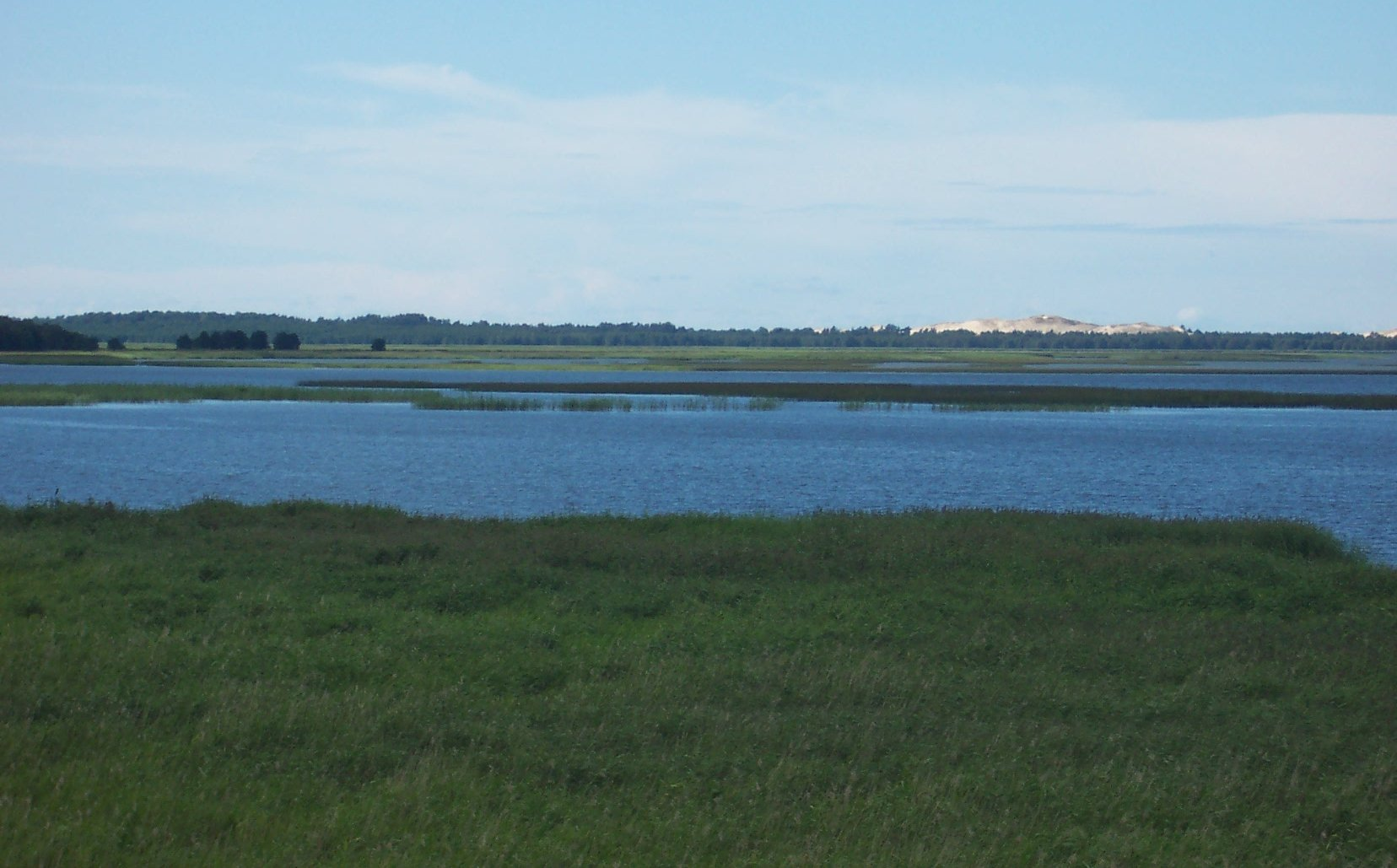